# Reîntoarcerea lui Surcouf
Reîntoarcerea lui Surcouf (titlul original: în italiană Il grande colpo di Surcouf) este un film de aventuri coproducție franco-hispano-italian, realizat în 1966 de regizorii Sergio Bergonzelli și Roy Rowland după o povestire de Georges de La Grandière și Jacques Séverac, protagoniști fiind actorii Gérard Barray, Antonella Lualdi, Terence Morgan și Geneviève Casile. 

## Rezumat
Acțiunea filmului este plasată în timpul războiului dintre Franța și Anglia - în jurul anului 1795. Corsarul Robert Surcouf este însărcinat de Napoleon Bonaparte să jefuiască și să distrugă documente importante despre bazele militare franceze de pe insula Mahé în Oceanul Indian, care a fost cucerită de englezi. Acțiunea are succes, dar îl enervează atât de mult pe comandantul insulei, încât acesta decide să pună preț pe capul corsarului. În schimb, fratele lui Surcouf, Nicolas, este capturat, ceea ce, la rândul său, îl obligă pe corsar să se întoarcă pe insulă. După câteva dute-vino, Robert Surcouf reușește cu ajutorului lui Margaret, fosta lui iubită, care a devenit soția guvernatorului insulei Lord Blackwood, în sfârșit să-și salveze atât propriul cap, cât și pe cel al fratelui său, pe care spânzurătoarea îl aștepta deja.

## Distribuție
- Gérard Barray – căpitanul Robert Surcouf
- Antonella Lualdi – Margaret Carruthers
- Terence Morgan – lordul Blackwood
- Geneviève Casile – Marie-Cathérine Blaise
- Armand Mestral – căpitanul Hans Fell
- George Rigaud – amiralul francez
- Gérard Tichy – Kernan
- Alberto Cevenini – Ambroise Louis Garneray
- Gianni Esposito – Napoleon Bonaparte
- Mónica Randall – Joséphine de Beauharnais
- Fernando Sancho – temnicerul
- Gonzalo Esquiroz – Captain Toward
- Antonio Molino Rojo – Andre Chambles
- José María Caffarel – tatăl Mariei Cristina
- Aldo Sambrell – piratul „La Bombarde” (nemenționat)
- Tomás Blancoll – Guvernatorul Malartic (nemenționat)
- Virgílio Teixeira – (nemenționat)

## Melodii din film
- Surcouf, text de Noël Roux, muzica de Georges Garvarentz, interpretată de formația Les Compagnons de la chanson[3]

## Lansare
Filmul „Reîntoarcerea lui Surcouf” a avut premiera în Franța pe data de 2 decembrie 1966.
În România premiera filmului a avut loc la data de 29 noiembrie 1967 la cinematografele „Patria” și „Festival” din capitală.